# Fusto (contenitore)

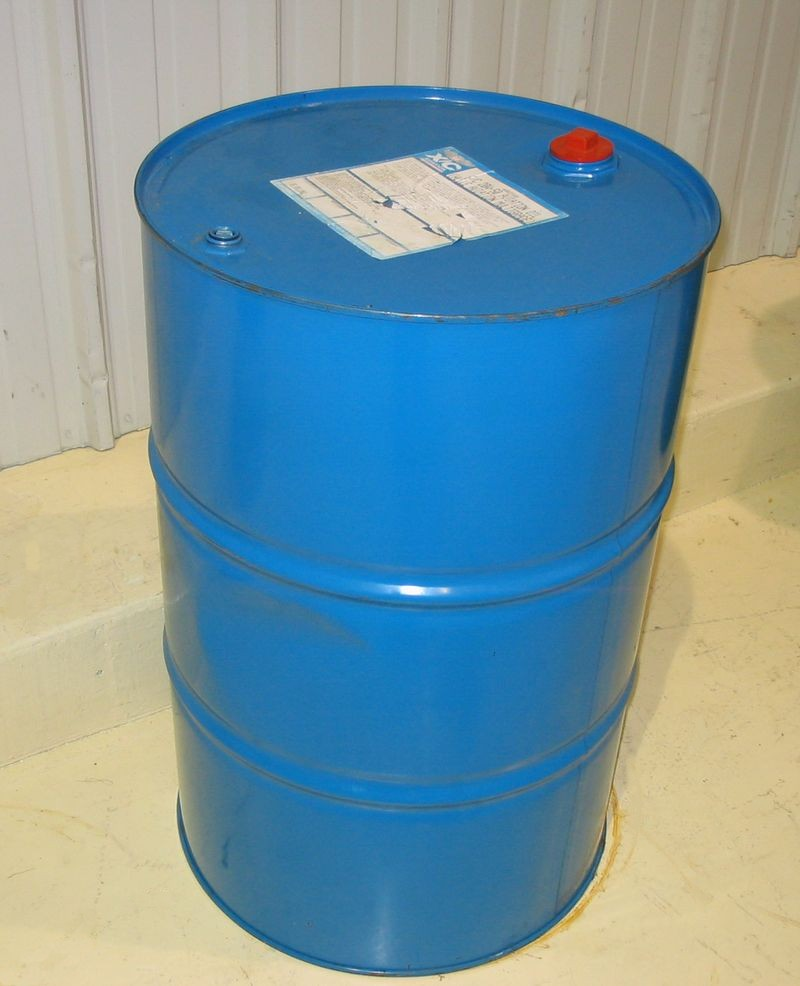
Tipico fusto da 55 galloni.

Un fusto è un contenitore cilindrico di grande capacità impiegato per la spedizione e l'immagazzinaggio di prodotti liquidi, pastosi, granulari e in polvere. Una volta era realizzato in legno, mentre oggigiorno con materiali differenti.

## Materiali
I fusti possono essere fatti di acciaio, cartone rinforzato o plastica, e sono generalmente usati per il trasporto di certi materiali pericolosi, o di modeste quantità di beni all'ingrosso.  Per sostanze caustiche e acide, i contenitori in materiale termoplastico, come nylon, polistirene, cloruro di polivinile, o policarbonato sono le soluzioni preferite per il trasporto; per le sostanze infiammabili, come la maggior parte dei distillati del petrolio, come l'alcool, ecc., vengono usati di solito contenitori metallici.  Il tipo di contenitore da usare per il trasporto di sostanze chimiche industriali non corrosive, dipende dalla sostanza o materiale, ma la regola generale è che il tipo di contenitore sia inerte o comunque non reagisca con la sostanza trasportata.

## Fusto o barile?
È frequente la confusione tra fusto e barile, specialmente negli USA, dove al giorno d'oggi le definizioni di drum e barrel sono pressoché equivalenti.  I fusti più usati negli USA hanno un volume nominale standard di 55 galloni USA, o 44 galloni imperiali, e hanno misure nominali di circa 87 centimetri di altezza per 60 cm di diametro, e contengono tredici galloni in più rispetto al classico "barile di petrolio grezzo", di cui viene fissato il prezzo giornaliero nei mercati finanziari.  Negli USA, sono comuni anche fusti da 25 galloni, ed essi hanno la stessa altezza, il che consente di impilarli facilmente su pallet, anche quando si hanno misure diverse.

## Caratteristiche costruttive
I due comuni sottotipi di fusti sono quelli aperti e quelli saldati (con aperture da 2 pollici). I secondo sono comunemente chiamati barrels invece che drums negli USA; essi non possono essere riempiti efficacemente con beni in polvere o in grani, anche se sarebbero adatti per contenerli, e dunque sono dedicati al trasporto e stoccaggio di liquidi.  I fusti in plastica sono costruiti usando la tecnologia della modellazione a soffiaggio per iniezione. I fusti metallici vengono calandrati a caldo in lunghe sezioni tubolari, quindi forgiati in una pressa per stampaggio, ancora al calor rosso, per formare il corpo del fusto.  Una chiusura saldata circolarmente viene quindi apposta al fondo del barile, o a entrambe le estremità.
I normali fusti hanno anelli di rinforzo di metallo o plastica in quattro punti: in cima, in fondo, a un terzo e a due terzi dell'altezza. Ciò li irrobustisce a sufficienza per essere girati su un fianco e fatti rotolare anche quando riempiti con materiali pesanti, come i liquidi. Per il trasporto manuale per brevi distanze, i fusti sono generalmente appoggiati su uno spigolo e fatti rotolare sull'anello di fondo, tenuti ad angolo, in equilibrio, e vengono fatti ruotare con un apposito movimento di entrambe braccia, che nel frattempo tengono anche il fusto in equilibrio.
Il sottotipo aperto è sigillato da una morsa circolare meccanica (concava verso l'interno), che esercita una pressione sufficiente da trattenere all'interno la maggior parte dei liquidi non volatili, e che crea una chiusura a tenuta d'aria mediante una guarnizione, esercitando una forza verso l'interno e verso il basso una volta stretta con una normale chiave inglese. Esistono coperchi con fori, come già detto, e questi fusti ibridi con coperchio possono essere usati per trasportare molti liquidi non-volatili e polveri industriali.  Molti fusti sono usati per trasportare e immagazzinare prodotti in polvere, oltre a liquidi, come ad esempio granulato per stampaggio ad iniezione, estrusione, e polveri pure di classe industriale come detergenti, fertilizzanti, e alluminio polverizzato.
I fusti metallici con fori hanno due aperture chiuse da flange, una da 2 pollici e una da 3/4 di pollice.  Una volta riempiti, i tappi sono avvitati nelle flange.  Per assicurare il contenuto dei fusti, vengono utilizzati sigilli di metallo o metallo e plastica.  Tali sigilli vengono messi sopra le flange e 'serrati' con un apposito utensile. Una volta sigillati, i tappi possono essere svitati solo rompendo i sigilli, e dunque i contenuti del fusto sono assicurati contro l'alterazione e il furto.  Esistono utensili a sigillare pneumatici (che vengono usati nella produzione di serie) e manuali.

## Merci pericolose
In generale, l'utilizzo di fusti è limitato al trasporto e stoccaggio di merci all'ingrosso, che poi vengono suddivise e utilizzate industrialmente.  Se utilizzato per trasportare merci pericolose, il fusto può necessitare di una certificazione UN, ed essere marcato di conseguenza. La marcatura UN attesta che il contenitore è stato verificato secondo le norme emesse dal DOT (Department of Transportation) degli USA. Una tipica marcatura UN per un fusto ha un codice simile al seguente: UN 1A1/X1.5/300, che illustra informazioni a proposito del contenitore, e dei materiali che possono essere ivi trasportati.  Precisamente, nel caso specifico:
- 1 identifica il contenitore come un fusto
- A identifica il materiale (acciaio)
- la terza cifra è 1 se si tratta di un fusto chiuso, e 2 se si tratta di uno aperto.
- la quarta cifra può essere X, Y o Z, e determina il tipo di contenitore in relazione alla Tabella Materiali Pericolosi emessa dal DOT.  Il tipo X può contenere i materiali dei Gruppi I, II, e III, il tipo Y può contenere solo i gruppo II e III, il tipo "Z" va bene solo per il Gruppo III.  I gruppi rappresentano una catalogazione in ordine inverso di pericolosità del materiale, dove il tipo I è il più pericoloso.
- dopo la classificazione del contenitore, viene un numero che indica la gravità specifica del liquido
- l'ultimo numero è il massimo peso lordo consentito per il contenitore.

## Il classico '55 galloni'
Tale fusto, conosciuto come fusto da 44 galloni nel Regno Unito, e in Australia come fusto da 200 litri, è un contenitore cilindrico con una capacità nominale di 55 galloni USA, 44 galloni imperiali, o 200 litri.  La capacità esatta varia a seconda dello spessore delle pareti, e di altri fattori.  I fusti standard hanno un diametro di 22,5 pollici (572 mm) e un'altezza di 33,5 pollici (850 mm).  Tali dimensioni portano il volume totale a circa 218 litri.
I fusti sono tipicamente in acciaio, con un coperchio saldato e parete esterna dotata di costole per migliorare la rigidità e resistenza all'usura.  Sono comunemente usati per il trasporto di petrolio e carburante, ma possono essere usati per varie sostanze chimiche.
Quattro fusti da 55 galloni si adattano bene per il trasporto su un pallet standard, e così facilitano la movimentazione.  Le dimensioni, la forma, e la distribuzione del peso del fusto, lo rendono adatto ad essere spostato facilmente sulla piattaforma di carico e scarico, o nel magazzino dell'azienda, con un trolley a due ruote.  Possono essere movimentati, per distanze brevi, mediante il metodo di appoggio sullo spigolo precedentemente descritto.
La storia del fusto da 55 galloni nasce dalle necessità di rifornimento militare nella Seconda guerra mondiale, in occasione della quale, per la prima volta, erano disponibili industrialmente nastri in acciaio calandrati, e le operazioni di stampaggio e saldatura dei metalli.  I fusti aiutarono a vincere la Battaglia di Guadalcanal nel corso della prima offensiva alleata nel teatro bellico del Pacifico Meridionale. La Marina statunitense non poteva mantenere il controllo dei mari per un tempo sufficiente a scaricare il carburante da aviazione per i velivoli USA sulle isole del Pacifico, così i fusti venivano spesso trasportati sulle isole mediante navi veloci come i cacciatorpediniere, e scaricati mediante reti da cargo, o talvolta, nella fretta, semplicemente gettati fuori bordo. Poiché il carburante da aviazione è più leggero dell'acqua di mare, i fusti galleggiavano, e i Seabees (genieri della Marina) si recavano successivamente a raccoglierli a bordo di imbarcazioni più piccole.
I fusti chiusi in acciaio, usati per il trasporto di sostanze chimiche e prodotti petroliferi, hanno dei fori standard, uno dotato di una filettatura NPT da 2 pollici (50.8 mm) e uno con una filettatura NPT da 3/4 di pollice (19 mm), a lati opposti del coperchio.  Questo schema viene rispettato in molti fusti plastici della stessa dimensione.  Sui fusti possono essere montati vari componenti, come pompe e miscelatori.
Nel passato i rifiuti pericolosi venivano spesso messi in fusti di tali dimensioni e stivati all'aperto o sepolti. Nel corso del tempo, alcuni fusti si corrodevano, e perdevano parte del loro contenuto. Per cui i fusti di tale tipo sono diventati simbolo del problema dell'inquinamento, anche se hanno numerosi altri usi in commercio.
Spesso i fusti vengono ricondizionati e successivamente utilizzati per stoccare liquidi differenti.  Il ricondizionamento dei fusti è uno dei metodi più sicuri per rimuovere i rifiuti pericolosi.
Anche se il petrolio viene talvolta trasportato in fusti da 55 galloni USA, la misura del petrolio in barili è basata sul classico barile di legno USA da 42 galloni degli anni intorno al 1870.  Tale barile misura circa 35 galloni imperiali.

## Fusto di cartone
I fusti in cartone, possono contenere 200/300 chili di sostanza, e di solito sono impregnati all'interno con uretano o con una sostanza plastica protettiva. Hanno rinforzi di metallo sui bordi, sopra e sotto, e sono sufficientemente robusti  da non necessitare i rinforzi a un terzo e due terzi dell'altezza, anche se ciò è attribuibile alla difficoltà di creare una costola piegata in uno strato di cartone che essenzialmente viene ricavato per spiralatura e sigillatura.